# رجب جتين
رجب جتين (بالتركية: Recep Çetin)‏ هو لاعب كرة قدم تركي في مركز الدفاع، ولد في 1 أكتوبر 1965 في صقاريا في تركيا. شارك مع منتخب تركيا تحت 21 سنة لكرة القدم ومنتخب تركيا لكرة القدم. أما مع النوادي، فقد لعب مع إسطنبول سبور وبولو سبور وطرابزون سبور ونادي بشكتاش.

## وصلات خارجية
- رجب جتين على موقع الاتحاد الدولي (مؤرشف)  (الإنجليزية)
- رجب جتين على موقع الاتحاد الأوربي (الإنجليزية)
- رجب جتين على موقع اتحاد تركيا (لاعب) (الإنجليزية)
- رجب جتين على موقع اتحاد تركيا (مدرب) (الإنجليزية)
- رجب جتين على موقع قاعدة بيانات كرة القدم.إي يو (الإنجليزية)
- رجب جتين على موقع ناشيونال فوتبول تيمز (الإنجليزية)
- رجب جتين على موقع عالم كرة القدم.نت (الإنجليزية)